# Louis Jacques Bresnier
Louis Jacques Bresnier, född den 11 april 1814 i Montargis, död den 21 juni 1869 i Alger, var en fransk orientalist.
Bresnier började som sättare i ett tryckeri att på egen hand studera orientaliska språk. År 1836 fick han på Silvestre de Sacys rekommendation den nyinrättade lärostolen i arabiska i Alger. Bresnier utgav flera förträffliga arbeten i sin vetenskap.